# 陈浩 (围棋棋手)
陈浩（1994年4月23日—），黑龙江省哈尔滨市人，中国围棋职业六段棋手。他2008年入段，2017年7月升为六段。他获2010年全国围棋个人赛男子乙组第三名，代表武汉丰达围棋俱乐部参加2016-2017赛季城市围棋联赛，获最具人气男棋手奖。2015年代表山东景芝酒业队参加围甲联赛，成绩是3胜3负。

## 争议事件
2015年5月23日进行的第2届梦百合杯预选赛比赛中，陈浩对阵韩国棋手宋知勋。棋局还剩下单官时，宋知勋将时钟暂停，陈浩认为对手已认负便开始复盘。双方均签名确认了“陈浩获胜”的比赛结果。但复盘后发现，下完单官的话结果竟是宋知勋小胜，他找到裁判长，但比赛结果已无法更改。宋知勋出现赢棋认输的原因在于按照韩国规则，把无关胜负的单官填满了就可以点目确认胜负，所以可以在下完单官之前停鐘，但梦百合杯使用中国规则，需要在收完单官后再停鐘。